# Sansevieria suffruticosa
Sansevieria suffruticosa ist eine Pflanzenart aus der Gattung Sansevieria in der Familie der Spargelgewächse (Asparagaceae). Das Artepitheton suffruticosa (lat. suffruticosus) bedeutet: leicht holzig, halbstrauchig‘.

## Beschreibung
Sansevieria suffruticosa wächst als ausdauernde, sukkulente Pflanze mit einem aufrechten bis zu 25 Zentimeter hohen Stamm, gestrüppbildend mit oberirdisch verlaufenden, bis zu 35 Zentimeter langen Rhizomen. Die dichten Verzweigungen mit den typischen Stelzwurzeln tragen zur großen Verbreitung der Art bei. Die unregelmäßig gerichteten oder mehr oder weniger zweizeiligen 7 bis 18 zylindrischen Blätter sind aufsteigend oder ausgebreitet. Die einfache Blattspreite ist 15 bis 60 Zentimeter lang und 1,3 bis 2 Zentimeter dick. Sie sind bis zur Hälfte der Blattlänge auf der Oberseite mit einer Rinne versehen, die einen scharfkantigen, braunen Rand mit weißer Membran hat. Die Blätter sind dunkelgrün, jung auch mit schwachen blassen Querbändern und laufen in eine 3 bis 4 Millimeter lange, braune, dornartig harte Spitze aus. Die Blattoberfläche ist mit dunkler grünen, teilweise durchgehenden, teilweise unterbrochenen Linien gezeichnet, die sich mit dem Alter durch Austrocknung einprägen und schmale Furchen bilden. Die Blattoberfläche ist rau.
Die einfach ährigen Blütenstände sind bis 30 bis 38 Zentimeter lang. Die Rispen sind dicht mit zwei bis fünf Blüten pro Büschel besetzt. Das Tragblatt ist eiförmig, spitz und zugespitzt und etwa 1 bis 4 Millimeter lang. Der Blütenstiel ist grün mit weißlichen Flecken. Die Blütenhüllblätter sind weißlich-grau oder grünlich-weiß. Die Blütenröhre ist 1 bis 2 Zentimeter lang. Die Zipfel sind etwa 1,2 bis 1,4 Zentimeter lang.

## Verbreitung
Sansevieria suffruticosa ist in Äthiopien, Kenia, Tansania und in Malawi in gut bewachsenen Dickichten in 1700 bis 1900 m Höhe verbreitet.

## Taxonomie
Die Erstbeschreibung von Sansevieria suffruticosa erfolgte 1915 durch Nicholas Edward Brown.
Ein Synonym für Sansevieria suffruticosa N.E.Br. ist: Sansevieria suffruticosa var. longituba Pfennig (1981).

## Nachweise